# Valgerður Guðnadóttir
 (février 2012).
Si vous disposez d'ouvrages ou d'articles de référence ou si vous connaissez des sites web de qualité traitant du thème abordé ici, merci de compléter l'article en donnant les références utiles à sa vérifiabilité et en les liant à la section « Notes et références ».
Valgerður Guðnadóttir est une chanteuse et actrice islandaise, née le 13 septembre 1976.

## Biographie
Valgerður Guðnadóttir est surtout connue pour sa participation dans trois grands films des studios Disney (et leurs suites) :
- 1989 : Ariel dans La Petite Sirène (voix et chant) (doublage de 1998)[2],[3]
- 1995 : Pocahontas dans Pocahontas (voix et chant)[4],[1]
- 1998 : Pocahontas dans Pocahontas 2 : Un monde nouveau (voix et chant)[4],[1]
- 1998 : Mulan dans Mulan (chant)[5],[6]
- 2000 : Ariel dans La Petite Sirène 2 : Retour à l'océan (voix et chant)[2],[3]
- 2004 : Mulan dans Mulan 2 : La Mission de l'Empereur (chant)[5],[6]
- 2008 : Ariel dans Le Secret de la Petite Sirène (voix et chant)[2],[3]